# Татаринцы (Калужская область)

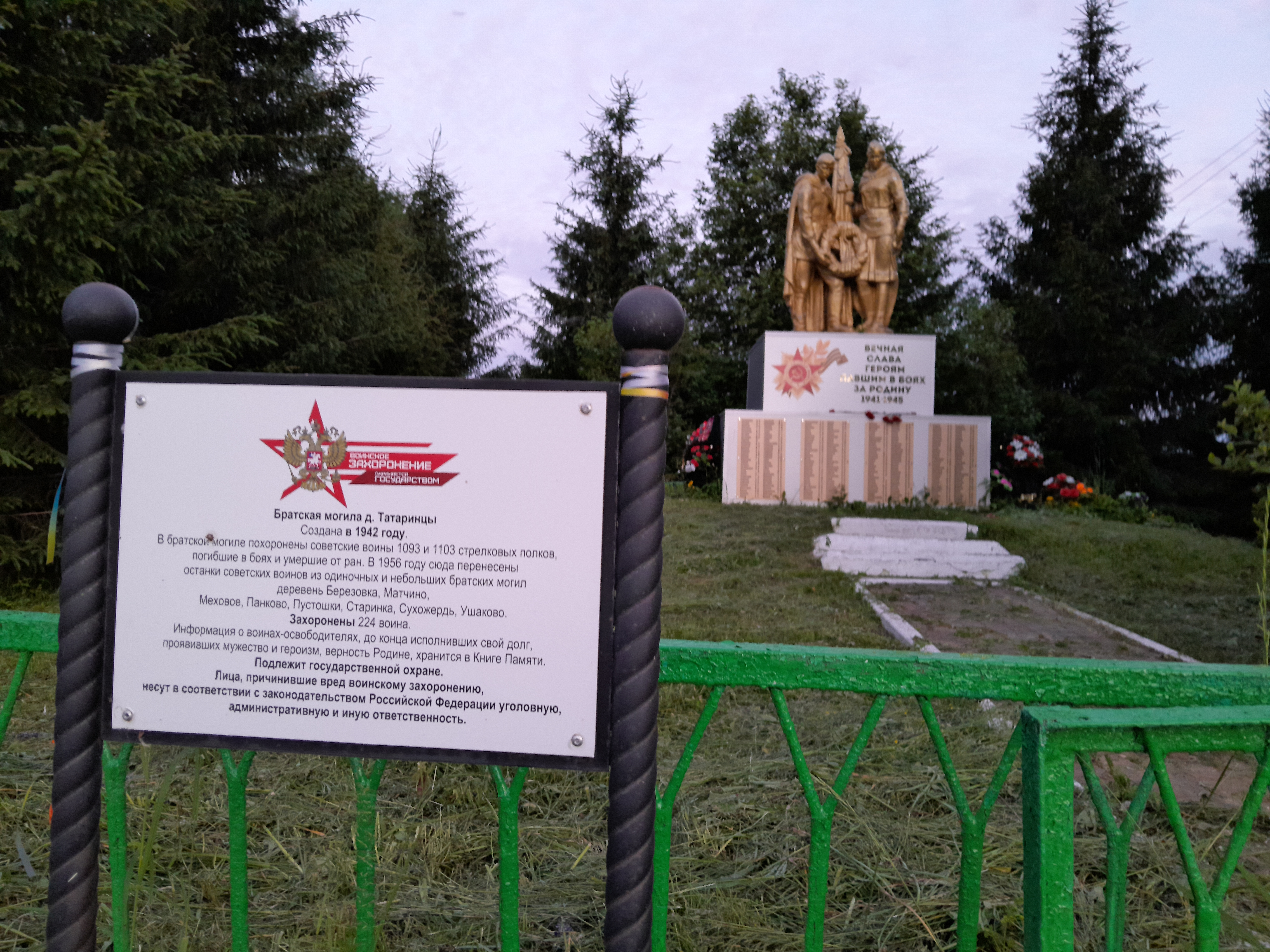
Братская могила воинов Великой Отечественной войны 1941—1945

Тата́ринцы — село в Сухиничском районе Калужской области России. Административный центр сельского поселения «Село Татаринцы».

## География
Село находится в центральной части Калужской области, в зоне хвойно-широколиственных лесов, в пределах Барятинско-Сухиничской равнины, на берегах реки Брынец, при автодороге 29К-017, на расстоянии примерно 2 км (по прямой) к востоку от города Сухиничи, административного центра района. Абсолютная высота — 188 м над уровнем моря.

### Климат
Климат характеризуется как умеренно континентальный, с тёплым летом и умеренно морозной снежной зимой. Среднегодовая многолетняя температура воздуха составляет 4 — 4,6 °С. Средняя температура воздуха самого тёплого месяца (июля) — 18 °C (абсолютный максимум — 38 °C); самого холодного (января) — −8,2 — −6 °C (абсолютный минимум — −46 °C). Безморозный период длится в среднем 149 дней. Среднегодовое количество атмосферных осадков составляет 654 мм, из которых 441 мм выпадает в период с апреля по октябрь. Снежный покров держится в течение 139 дней.

### Часовой пояс
Село Татаринцы, как и вся Калужская область, находится в часовой зоне МСК (московское время). Смещение применяемого времени относительно UTC составляет +3:00.

## История
До 1917 года в деревне была усадьба помещицы Теньковой, насчитывалось 40 крестьянских дворов. В дореволюционные годы в деревне действовала двухклассная школа, где грамоту преподавал священник. Неполную среднюю школу открыли в 1940 году.

## Население
| 2002 | 2010 |
| ---- | ---- |
| 352  | ↘296 |

### Половой состав
По данным Всероссийской переписи населения 2010 года, в гендерной структуре населения мужчины составляли 45,9 %, женщины — соответственно 54,1 %.

### Национальный состав
Согласно результатам переписи 2002 года, в национальной структуре населения русские составляли 97 %.

## Достопримечательности
В деревне расположен мемориальный комплекс с воинами, погибшими во время Великой Отечественной войны (1941—1945). В братской могиле похоронены останки 224 солдат.